# Cardamome de Madagascar
Aframomum angustifolium
Pour les articles homonymes, voir Cardamome (homonymie).
Espèce
Statut de conservation UICN

 LC  : Préoccupation mineure

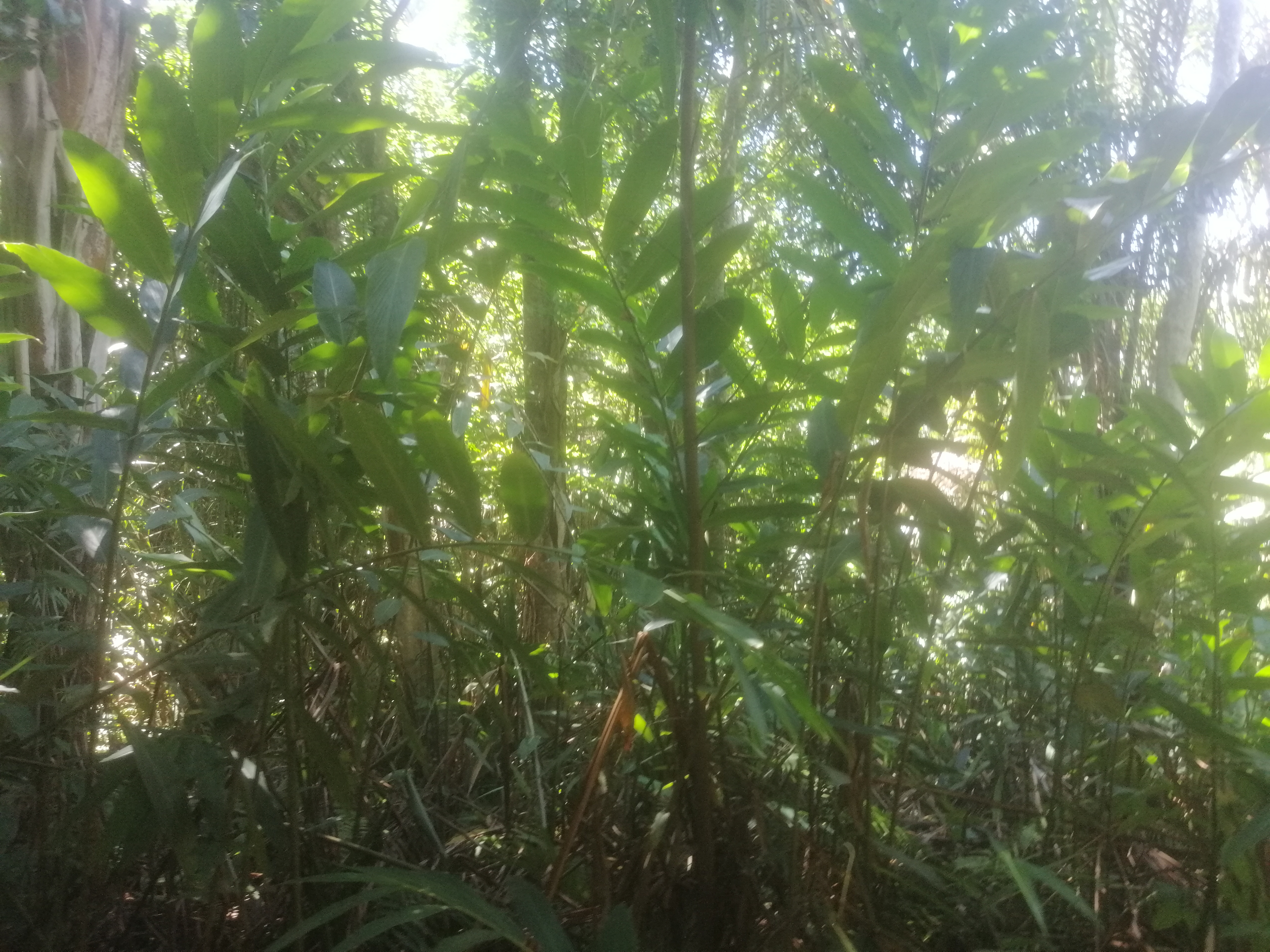
longoza

La Cardamome de Madagascar (Aframomum angustifolium) ou longoza, est une espèce de plantes à fleurs de la famille des Zingibéracées. Cette plante herbacée est largement répartie en Afrique tropicale, ainsi qu'à Madagascar et aux Mascareignes. Les graines et les fruits servent d'épice aux utilisations culinaires et médicinales multiples.

## Aire de répartition
C'est l'espèce la plus répandue du genre Aframomum. On la rencontre à Madagascar et dans les Mascareignes, ainsi que dans toute l'Afrique tropicale, de la Cote d'ivoire jusqu'au Soudan du Sud et au Mozambique.

## Utilisations
La pulpe du fruit, qui a une saveur légèrement poivrée, est largement utilisée comme épice et à des fins médicinales. Au Nigéria, les tiges sont battues et servent à confectionner des cordes pour attacher le sorgo, et le rhizome sert d'épice au peuple Igede. En République démocratique du Congo, les graines sont mâchées comme vermifuges. Au Libéria, la base de la plante est utilisée pour soulager les douleurs du post-partum. Des recherches sont également en cours sur l'activité anti-âge des extraits de graines. Ses graines noirs qu'on trouve dans les fruits rouge bien mâtures ont le pouvoir de régénération.Le Longoza a une  propriété anti-âge.